# Pippin (Musical)
Pippin ist ein US-amerikanisches Broadway-Musical mit Musik und Songtexten von Stephen Schwartz. Das Libretto stammt von Roger O. Hirson mit Beiträgen von Bob Fosse.
Die Uraufführung fand am 23. Oktober 1972 im Imperial Theater, New York City, statt, die deutschsprachige Erstaufführung am 10. Februar 1974 im Theater an der Wien.
Im Jahr 2013 begann eine Revivalproduktion am Broadway, in welcher die Rolle des Prinzipal zum ersten Mal weiblich besetzt wurde.
Im Musical Pippin geht es um Pippin den Buckligen, den naiven ältesten Sohn Karls des Großen. Auch wenn diese und weitere Rollen im Stück auf historischen Personen beruhen, so folgt das Musical keinem geschichtlichen Bezug. Zudem gibt es einen Leading Player (in dt. Übersetzungen Prinzipal oder Erster Schauspieler/Erzähler), der zwar zuerst den Eindruck eines unabhängigen Erzählers vermittelt, jedoch immer wieder in die Handlung eingreift, sei es durch Suggestionen an Pippin, Regieanweisungen oder das Zurückholen verstorbener Personen, bis hin zum Ende, wo er bzw. sie versucht, Pippin von einem Suizid zu überzeugen.

## Handlung
Das Stück beginnt mit einer Einleitung des Leading Player, der zusammen mit seiner Theater- bzw. Zirkustruppe den Rahmen vorgibt und schon zu Beginn ein aufregendes Finale verspricht. Pippin ist auf der Suche nach Erfüllung, sein Leben zu etwas Außergewöhnlichem zu machen. Nachdem er sein Studium abgeschlossen hat und zurück an den königlichen Hof kehrt, versucht er dies auf unterschiedliche Weise. Zuerst versucht er es seinem Vater, König Karl, Recht zu machen, in dem er sich aufdrängt, in den Krieg gegen die Westgoten zu ziehen. Da Pippin hier keine Erfüllung findet, zieht es ihn weiter zu seiner im Exil lebenden Großmutter Berthe, die ihm mit auf den Weg gibt, das Leben nicht so ernst zu nehmen, sondern zu leben. Dies versucht er unter anderem durch zahlreiche sexuelle Abenteuer, die ihn aber auf Dauer ebenfalls nicht ausfüllen können, da es ohne Liebe leer bleibt. Der Leading Player ermuntert Pippin stattdessen gegen Tyrannei zu kämpfen, in Form seines Vaters. Seine Stiefmutter Fastrada, die ihren Sohn Lewis (dt. Ludwig) auf dem Thron sehen möchte, ermuntert Pippin ebenfalls zum Mord, so dass er seinen Vater gegen Ende des ersten Aktes auch erdolcht und so selbst König wird. Der Leading Player kündigt anschließend die Pause an und weist erneut auf ein aufregendes Finale hin.
Der zweite Akt beginnt mit Pippin als neuem König, der in seiner Rolle jedoch überfordert ist und sich so erneut nicht am Ziel wähnt. Er bittet den Leading Player den Tod seines Vaters rückgängig zu machen, was dieser dann auch gewährt. Nachdem Pippin es auch weiterhin nicht schafft seinem Lebensziel näher zu kommen, bricht er zusammen und wird von Catherine (dt. Katharina), einer jungen Witwe, aufgelesen und mit nach Hause auf ihren Bauernhof genommen, wo sie mit ihrem Sohn Theo lebt. Pippin und Catherine kommen sich näher und verlieben sich, was dem Leading Player missfällt, und er versucht mehrfach dazwischenzufunken. Da das einfache Leben auf dem Hof Pippin auch keine Erfüllung bietet, lässt er Catherine mit gebrochenem Herzen zurück. Der Leading Player und seine Truppe versuchen Pippin als letzte Möglichkeit, ein außergewöhnliches Leben zu haben, vom Suizid zu überzeugen. Sie suggerieren ihm, dass er nur durch einen Sprung ins Feuer den perfekten Akt vollbringen kann. Nachdem Pippin sich zuerst überzeugen ließ, kommen ihm, zum Sprung bereit, Zweifel. Er realisiert, dass vielleicht das einfache und bescheidene Leben, das Beste wäre, für das er sich entscheiden könnte. Catherine, die mit ihrem Sohn ebenfalls auf die Bühne gekommen ist, bestärken ihn in seiner Absicht, nicht in die Flammen zu springen.
Der Leading Player ist erbost und außer sich. Wenn Pippin das große Finale, das dem Zuschauer versprochen wurde, nicht erfüllen kann, wenn er ein einfaches Leben dem außergewöhnlichen vorziehe, dann soll er sehen, was er davon hat. Patzig werden Pippin, Catherine und Theo die Kostüme vom Leib gerissen, Perücken und Schminke entfernt, die Effektscheinwerfer ausgeschaltet und ein Teil der Bühne abgebaut. Bei verstummtem Orchester und auf fast dunkler Bühne, ohne vorherige Farben und Glanz, wird Pippin gefragt, wie er sich fühle. Er antwortet „gefangen, aber glücklich“ – und das Stück endet.
In einem alternativen Ende, das auch in der Broadway-Neuinszenierung verwendet wurde, bleibt Theo auf der Bühne zurück und fängt an, einige Zeilen aus Pippins erstem Lied zu singen, in dem er davon erzählt, seinen Weg, seine Erfüllung zu finden. Der Kreis ist somit geschlossen und die Musik fängt langsam an zu spielen und der Leading Player und seine Truppe kommen zurück auf die Bühne.

## Lieder
1. Akt
- Magic to Do (Wir sind voller Magie) – Leading Player und Ensemble
- Corner of the Sky (Wo ein Stück vom Himmel für mich liegt) – Pippin
- Welcome Home (Sei gegrüßt Sohn) – König Karl, Pippin
- War Is a Science (Krieg will gelernt sein) – König Karl, Pippin, Soldaten
- Glory (Gloria) – Leading Player und Ensemble
- Simple Joys (Ein Sommerabend) – Leading Player
- No Time at All (Die Zeit muss man leben) – Berthe und Ensemble
- With You (Mit dir) – Pippin
- Spread a Little Sunshine (Ich möchte so gern Sonnenschein verschenken) – Fastrada und Ensemble
- Morning Glow (Morgenrot leuchte uns) – Pippin und Ensemble

2. Akt
- On the Right Track (Dies ist mein Weg) – Leading Player und Pippin
- And There He Was – Catherine
- Kind of Woman (Eine einfache Frau) – Catherine und Ensemble
- Extraordinary (Bin etwas ganz Besonderes) – Pippin
- Prayer for a Duck – Pippin, Theo und Catherine
- Love Song (Von Liebe singen) – Pippin und Catherine
- I Guess I’ll Miss the Man (Mir fehlt der Mann) – Catherine
- Finale/Magic Shows and Miracles" (Finale) – Leading Player, Fastrada, Pippin und Ensemble
- Corner of the Sky, Reprise (Wo ein Stück vom Himmel für mich liegt, Reprise) – Theo

Deutsche Liedtitel (in Klammern) entsprechen der Aufführung des Theater an der Wien von 1974 in Übersetzung von Robert Gilbert.

## Entstehung
Stephen Schwartz komponierte das Musical bereits Ende der 1960er-Jahre während seiner Studentenzeit in Pittsburgh. Nach dem Erfolg von Godspell gelangte es am Broadway zur Aufführung. Der Regisseur und Choreograf Bob Fosse setzte sich für das von Commedia dell’arte und mittelalterlichem Bänkelsang geprägte Stück ein.

## Rezeptionsgeschichte
Das Stück war ein großer Broadway-Erfolg, lief in der Erstinszenierung ununterbrochen von 1972 bis 1977 und wurde mit fünf Tonys ausgezeichnet. Die britische Erstaufführung fand am 30. Oktober 1973 in London statt. 1981 wurde die Originalinszenierung des Musicals vom kanadischen Fernsehen verfilmt. 2003 erwarb Miramax die Filmrechte an dem Stück; Details über eine geplante Verfilmung sind allerdings bislang noch nicht bekannt geworden.
Die Revival-Produktion von Pippin am Broadway (2013) gewann weitere 4 Tony Awards, unter anderem für „bestes Revival eines Musicals“, „beste Regie eines Musicals“ und auch „beste Hauptdarstellerin in einem Musical“ (Patina Miller).